# Gnypeta punctulata
Gnypeta punctulata är en skalbaggsart som beskrevs av Thomas Casey 1906. Gnypeta punctulata ingår i släktet Gnypeta och familjen kortvingar. Inga underarter finns listade i Catalogue of Life.